# Leucanopsis wetmorei
Leucanopsis wetmorei är en fjärilsart som beskrevs av William Schaus. Leucanopsis wetmorei ingår i släktet Leucanopsis och familjen björnspinnare. Inga underarter finns listade i Catalogue of Life.